# Базилика Святого Ремигия
Базилика Святого Ремигия (фр. Basilique Saint-Remi) — католическая церковь в Реймсе, бывшая монастырская церковь аббатства святого Ремигия, основанного в VI веке. Современное здание базилики построено в первой половине XI века. В базилике находится могила Святого Ремигия, объект паломничества. Церковь включена в число объектов Всемирного наследия ЮНЕСКО.

## История
Скончавшись в возрасте 96 лет, епископ Ремигий в 533 году был погребён, как и его предшественники, в небольшой часовне Святого Христофора на кладбище за пределами городских стен Реймса. Растущее поклонение его останкам вскоре привело к смене попечительства над часовней и расширению её здания. В 570-х годах базилика Святого Ремигия уже упоминается у Григория Турского. Торжественный перенос останков Ремигия в новый храм произошёл 1 октября, и этот день впоследствии стал днём памяти Святого Ремигия в Австразии, где Реймс был некоторое время столицей, а потом и в Восточно-Франкском королевстве.
В 760 году архиепископ Тильпин — исторический прототип архиепископа Турпина из поэмы Песнь о Роланде — основал здесь аббатство и разместил монахов, пришедших из аббатства Сен-Дени, где он сам был членом религиозного ордена. Обитель получила официальный статус бенедиктинского аббатства святого Ремигия. Широкое почитание святого и щедрые пожертвования привели к быстрому росту монастыря. С этого времени на протяжении более 1000 лет (вплоть до Великой французской революции) монахи-бенедиктинцы проводили богослужения у мощей святого Ремигия и принимали паломников.
Церковь аббатства была расширена в IX веке, и 1 октября 852 года её освятил архиепископ Реймса Гинкмар, по решению которого мощи святого Ремигия с соблюдением всех правил были помещены в раку, покрытую серебром. В X веке группа зданий, располагавшаяся за городскими стенами, получила собственное ограждение и здесь возникло небольшое поселение, находившееся в ведении аббатства, настоятель которого по дозволению реймсских архиепископов вплоть до 945 года избирался монахами. Именно в этом аббатстве Карл Великий принимал папу Льва III.

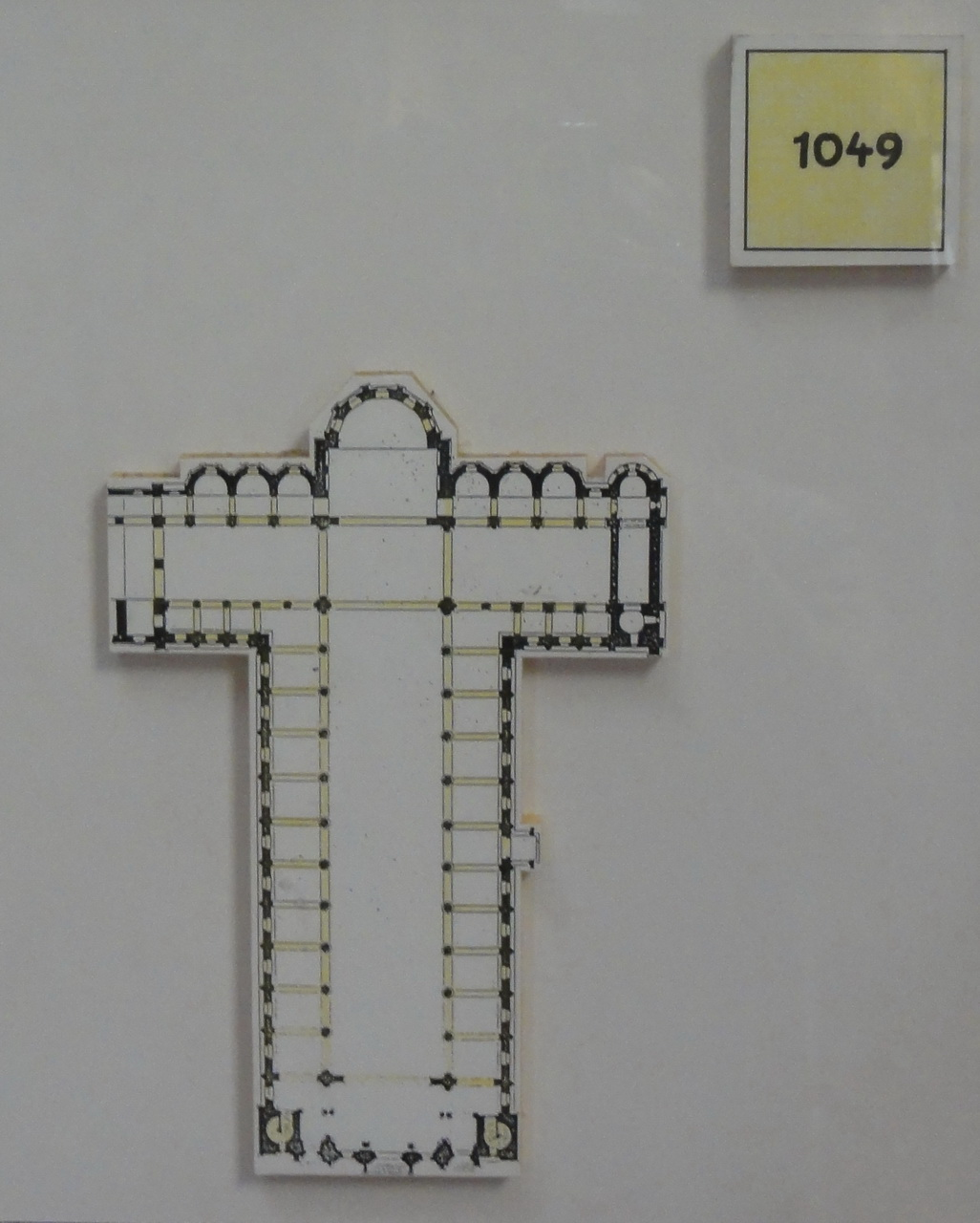
План базилики по состоянию на 1049 год

Бурное духовное и мирское развитие поселения заставило настоятеля аббатства Айрара приступить в 1007—1010 годах к сооружению очень крупного здания новой церкви в романском стиле. Проект был настолько амбициозен, что вскоре средства закончились и его преемник, аббат Тьерри, был вынужден распорядиться разрушить часть уже завершённого сооружения и начать новое строительство по более скромному проекту. От первого проекта в наши дни сохранились опорные колонны нефа, имеющие форму пучка и украшенные необыкновенно богатой лепкой. Алтарная часть храма в первой половине XI века переходила в апсиду, предназначавшуюся для размещения останков святого Ремигия. В обоих крыльях трансепта к зданию примыкали три боковые апсиды. Этот длинный трансепт по бокам ещё имел приделы. Предваряемый большим крыльцом неф, имевший длину в 11 пролётов, был достаточно широким чтобы вместить многочисленную толпу, даже учитывая что в ближайших к трансепту трёх пролётах размещался церковный хор монахов. В тот период времени всё сооружение имело обычную деревянную кровлю. Конструктивные элементы базилики были очень просторны, но её пролёты ничем не отличались друг от друга, преобладали горизонтальные линии, сходящиеся в направлении алтарной части храма. Новое здание базилики было освящено папой Львом IX 1 октября 1049 года. Освящение проходило в присутствии большого количества священников, собравшихся в Реймсе на Вселенский собор, объявивший о начале церковных реформ, позже названных Григорианскими.
В XII веке церковь была частично перестроена, после чего приобрела некоторые готические черты. Одон, бывший настоятелем с 1118 по 1151 год, украсил церковь аббатства мозаичным полом, огромной люстрой с семью отделениями, а также добавил надгробные памятники чтобы подчеркнуть функцию базилики как королевской усыпальницы. В его деятельности явно прослеживается намерение превзойти славу аббатства Сен-Дени и его настоятеля Сугерия. Такое стремление, без сомнения, также руководило действиями его преемника Петра из Целлы (занимал пост аббата в 1162—1181 годах), который начал претворять в жизнь большой план по декорированию всего здания базилики, чтобы оно стало походить на церкви парижских аббатств.

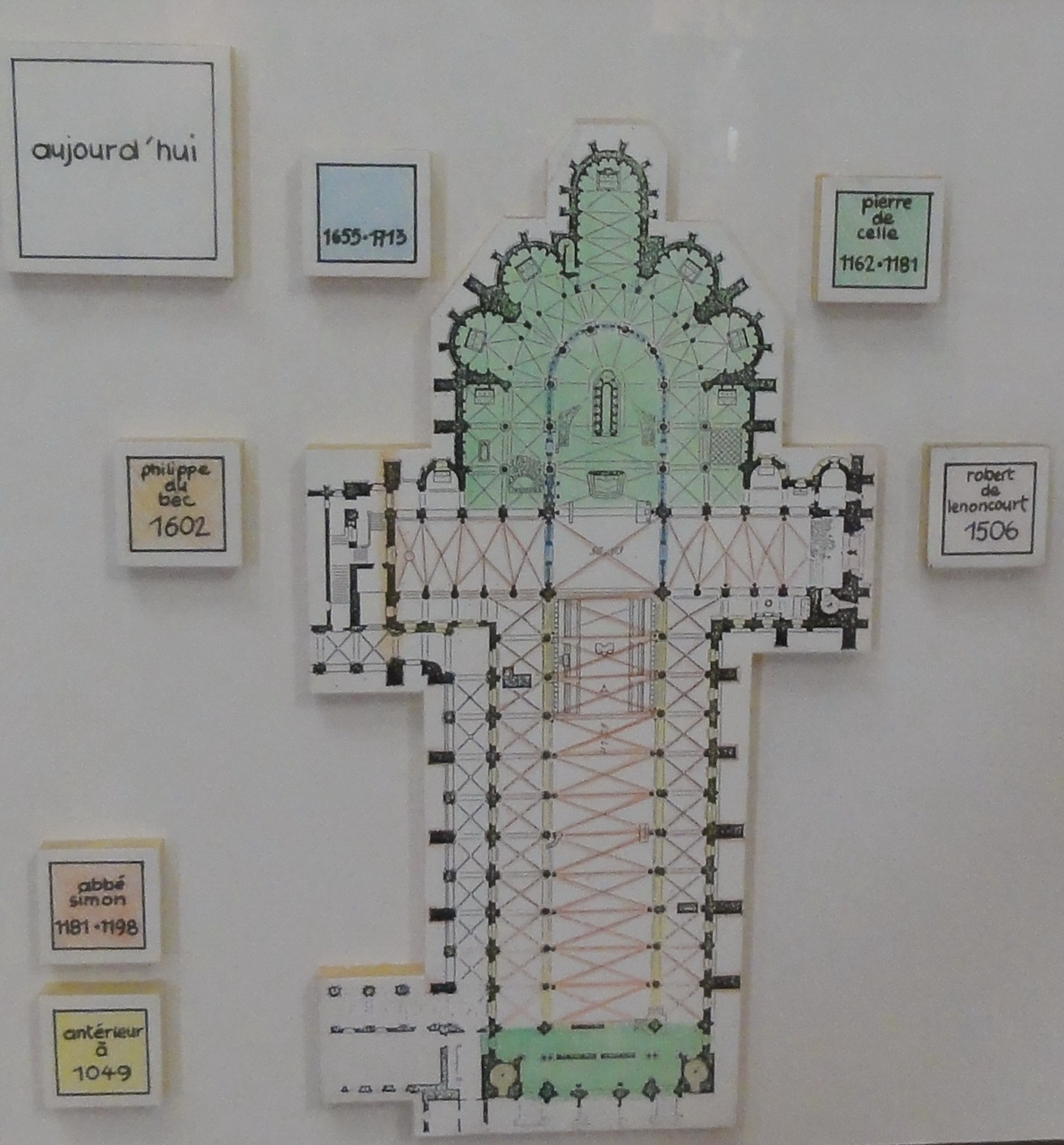
Этапы расширения базилики Святого Ремигия

Было очевидно, что алтарная зона храма была недостаточно просторна, из-за чего доступ к мощам был затруднён, а вход в неф был сужен и плохо освещён. Первым делом он распорядился снести крыльцо базилики, сохранив при этом башни романского стиля по углам здания, и затем удлинил неф на две готические травеи, что позволило соорудить новый фасад, открытый дневному свету. Ещё одно важное изменение в архитектуре было сделано исходя из интересов паломников — после перестройки могила святого Ремигия оказалась в апсиде, и паломники могли видеть её только издалека. Поэтому аббат Пётр распорядился заменить линию апсид романского стиля новой просторной алтарной частью храма, окружённой деамбулаторием с пятью лучеобразно расходящимися часовнями. Новый настоятель Симон (занимал пост аббата в 1182—1198 годах) довёл этот проект до завершения, подняв стены нефа и трансепта при помощи стрельчатых арок и накрыв стены сводчатым потолком, устроив в них круглые окна. Был выполнен дорогостоящий проект установки витражных окон. Можно с уверенностью говорить о том, что этот период стал расцветом монастырской жизни в аббатстве Святого Ремигия, которое насчитывало в своих стенах от 150 до 200 монахов.
В Столетнюю войну число монахов сократилось примерно до 40. В 1473 году был выпущен акт о праве пожизненного пользования имуществом и доходами от него. Одним из первых священников, пользующихся бенефицием, стал архиепископ Робер де Ленонкур, который не стал небрежно относиться к состоянию здания. В 1506 году он выполнил проект переустройства южного фасада трансепта в стиле пламенеющей готики, а в 1531 году разместил в хорах десять уникальных декоративных гобеленов, иллюстрирующих житие Святого Ремигия. В 1602 году аббат-архиепископ Филипп дю Бек укоротил северное крыло трансепта на один пролёт и заказал устройство большого окна-розетки, и вскоре после этого был реализован проект реконструкции лестницы, ведущей в общую спальню монахов.
Монастырская библиотека и школа имели настолько высокую репутацию, что папа Александр III написал аббату благодарственное письмо, дошедшее до нас. В XVII веке аббатство святого Ремигия перешло в конгрегацию Святого Мавра, ветвь бенедиктинцев.
В 1793 году аббатство, как и прочие французские монастыри, было закрыто. Базилика была разорена революционерами, мозаичные полы романского стиля были разбиты, чтобы сделать пол более удобным для постоя лошадей, погибли Святая Стеклянница и множество ценных предметов убранства храма, но витражи XII века уцелели. В дальнейшем базилика продолжала своё существование как приходская церковь, и это спасло её от уничтожения. Но уже к началу XIX столетия сводчатый потолок нефа был повреждён настолько сильно, что в условиях нехватки средств в 1830—1835 годах его спешно заменили на деревянный фальш-потолок, покрытый штукатуркой. В это же время городской архитектор Реймса Нарцисс Брюнетт провёл реставрацию верхних уровней фасада базилики, пытаясь восстановить их первоначальное состояние. Но эти работы были выполнены не очень добросовестно, и его «реставрация» чётко отличается иной структурой камня.
В 1918 году в ходе Первой мировой войны здание церкви серьёзно пострадало от немецких артобстрелов. Сводчатый фальш-потолок сгорел, и неф остался незащищённым перед разными погодными явлениями. В результате, южная стена нефа обвалилась и разрушилась часть крыла трансепта. Потребовалось 40 лет, чтобы заново отстроить повреждённые части здания. Реставрация была безупречно выполнена под руководством архитектора Анри Денё, при этом также возвели каменные своды над нефом. 1 октября 1958 года базилика Святого Ремигия была полностью готова к проведению церковных богослужений. В 1991 году базилика Святого Ремигия вместе с двумя другими достопримечательностями Реймса — кафедральным собором и дворцом То — были включены в число объектов Всемирного наследия ЮНЕСКО. В 1996 году базилику посещал папа Иоанн Павел II, который возглавлял торжества по случаю 1500 лет крещения Хлодвига святым Ремигием.

## Архитектура и интерьер

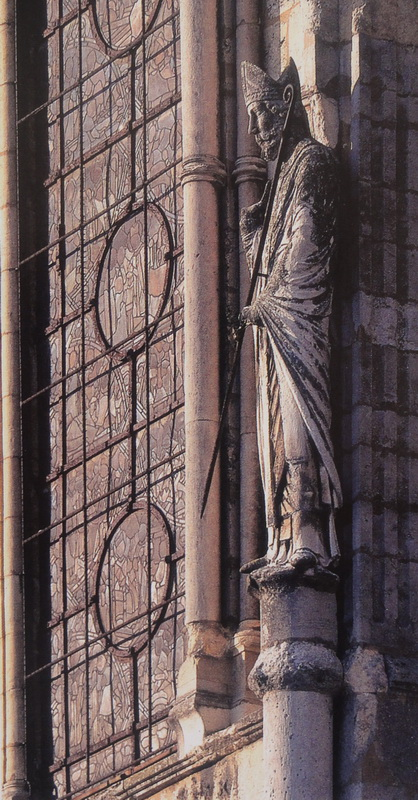
Статуя Святого Ремигия на фасаде

Церковь имеет в плане латинский крест. Неф и рукава трансепта — романские, это наиболее древние части храма. Хор и галерея с часовнями выполнены в готическом стиле. Самая новая часть — фасад южного трансепта.
Базилика имеет незначительное количество скульптурных украшений. На главном фасаде на восстановленных античных колоннах размещены две статуи. Одна из них, конечно же, статуя Святого Ремигия. Вторая статуя — Святого Петра — свидетельствует о принадлежности храма к Римско-католической церкви.
Единственные капители, украшенные фигурами, изначально находились в трёх самых высоких травеях нефа над скамейками монахов. Эти скульптуры конца XII века (некоторые существенно реставрированные) изображают предшественников Иисуса Христа, возвестивших появление Мессии в своих пророчествах. Некоторые из этих персонажей также были изображены на большой мозаике, украшавшей хоры монахов и не дошедшей до наших дней.
Гигантская люстра высотой 6 метров с семью отделениями своим большим венцом света, как бы парившим над головами монахов, символизировала библейский сюжет Спасения, уходящий корнями в Ветхий Завет.
Люстра, которую мы видим в базилике в наши дни, является посредственной копией оригинала XII века, разрушенного революционерами. Тем не менее она и сейчас выполняет своё символическое предназначение.

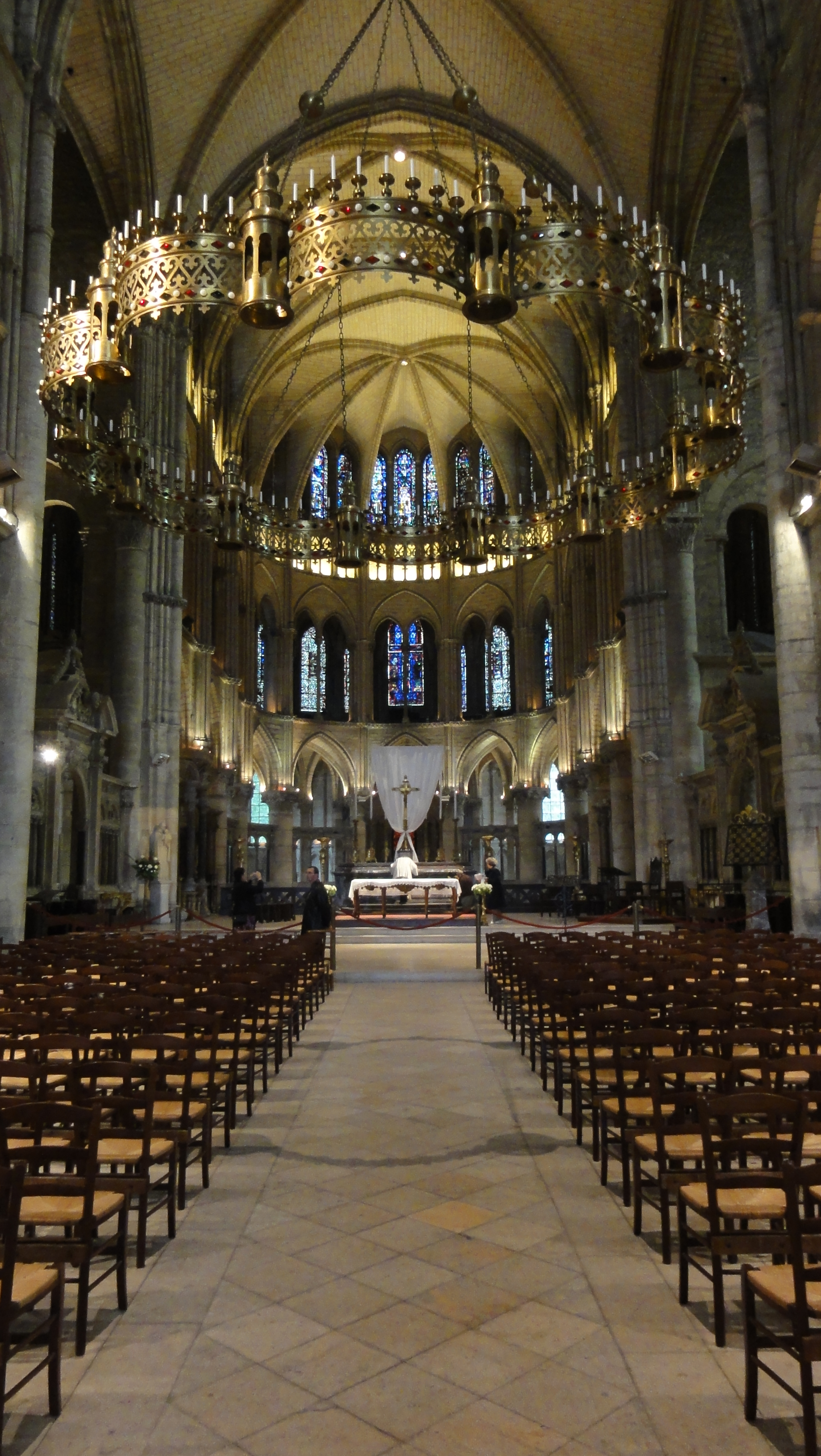
Люстра нефа и вид на алтарную часть

Реконструкция хоров, при которой в их высоких окнах были установлены витражи, также была инспирирована символикой света. По главной оси храма на самом верхнем уровне центральное место занимает изображение Девы Марии, справа и слева от которой представлены изображения апостолов и пророков. Ниже Девы Марии по главной оси в центре изображён Святой Ремигий, окружённый изображениями его преемников, архиепископов Реймса, сначала канонизированных, а затем и неканонизированных, вплоть до Генриха I Французского, который скончался в 1175 году, незадолго до выполнения витражных окон.

Иллюстрацию того, как под наставничеством епископов выполняется приобщение к Божеству в таинстве Евхаристии, установленном Иисусом Христом, мы видим на большом Распятии Христа, украшающем центральное окно галереи базилики. У подножия креста изображена святая чаша, куда собирается Кровь Христова.

Остальные окна на этом уровне представляют собой большие цветные композиции без какого-либо метафорического образа, в которые вклеены небольшие изображения древних персонажей, вероятно, взятые из окон существовавших прежде апсид (примерно 1140-е годы) — епископы в произвольном порядке соседствуют с королями из Ветхого Завета и святыми девами.
Центральная триада витражей в хорах была обновлена в XX веке. Реставрация была выполнена потомственным реймсским стекольных дел мастером  Жаком Симоном в 1953—1956 годах, при этом несколько оригинальных фрагментов было добавлено в южной апсидиоле.
Также в XX веке в базилике появились две новые работы — окно-роза на северном фасаде работы Жака Симона (1958 год) и южное окно, выполненное его приёмным сыном Шарлем Марком, который изукрасил его светящимися голубками, символизирующими легенду о Святой Стекляннице (1976 год).
Прежде в хорах были вывешены гобелены, выполненные в 1531 году по заказу архиепископа Робера де Ленонкура, на которых представлены эпизоды жизни Святого Ремигия. В наши дни эти 10 гобеленов представлены в постоянной экспозиции Музея Сен-Реми, расположенного по соседству с базиликой в стенах прежнего аббатства.
В наше время алтарная часть утратила свой первоначальный облик. Высокий алтарь из красного мрамора был доставлен сюда в 1803 году из заброшенной часовни францисканцев. Он датируется XVIII веком, как и прочая церковная утварь и пюпитр. После Революции храм получил различные предметы обстановки, взятые из других церквей, прекративших своё существование, и это считается некой компенсацией утраченного церковного имущества.
В базилике похоронен ряд реймсских архиепископов и членов королевских семей, в частности король франков Карломан, брат Карла Великого и король Франции Людовик IV.

## Могила Святого Ремигия

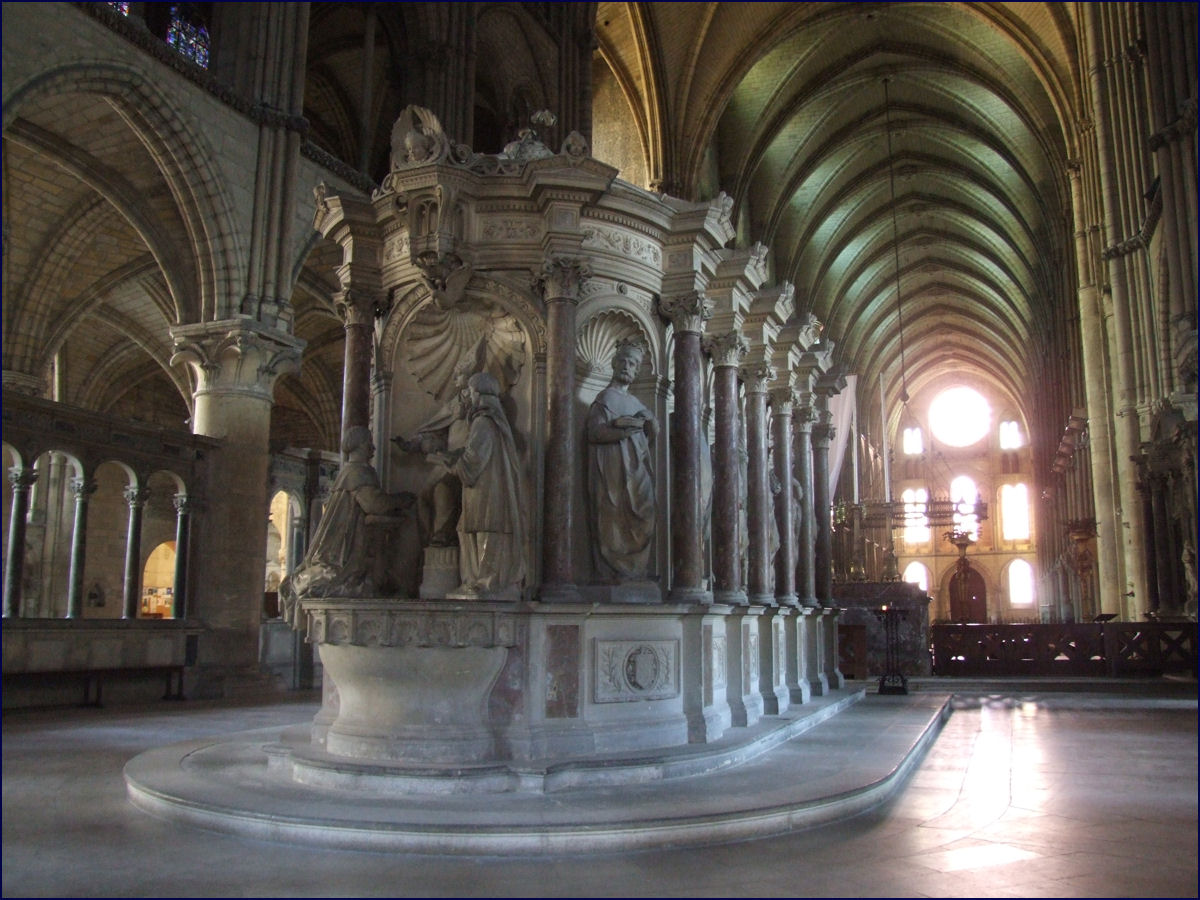
Могила Святого Ремигия в алтаре базилики

В 1660-х годах хоры базилики были украшены ограждением, которое возвели вместо массивной каменной аркады, покоившейся на колоннах красного и чёрного мрамора. Внутри ограждения находится склеп Святого Ремигия, который был воздвигнут в 1847 году по указанию реймсского архиепископа кардинала Тома-Мари-Жозефа Гуссе взамен уничтоженного революционерами монумента. Склеп был создан в стиле Возрождения, что позволило использовать уцелевшие скульптуры, выполненные в 1533—1537 годах по заказу архиепископа Реймса Робера де Ленонкура. Скульптурная группа «Крещение Хлодвига» обставлена статуями двенадцати пэров Франции — архиепископ Реймса держит свой пастырский крест, епископ Лана держит Святую Стеклянницу, епископ Лангра держит скипетр, епископ Бове держит тунику, епископ Шалона держит кольцо, епископ Нуайона держит ленту-перевязь, герцог Бургундии — корону, герцог Нормандии — геральдическое знамя, герцог Аквитании — боевой штандарт, граф Тулузы — шпоры, граф Фландрии — меч и, наконец, граф Шампани — хоругвь. Выбор именно такого оформления показывает, что церемония коронации, в котором перечисленные вассалы короны были главными действующими лицами, имеет очень глубокие корни в акте крещения Хлодвига.
Чудесная Святая Стеклянница, применявшаяся в обряде помазания королей Франции, хранилась в этом склепе. Она покидала стены храма только в день церемонии коронации и только под усердной охраной, сопровождавшей процессию в Реймсский собор.
Несмотря на то, что фиал со священным елеем был вдребезги разбит в 1793 году, мощи святого удалось сохранить. Они находятся в раке, выполненной в 1896 году из позолоченной бронзы с эмалевой росписью, которая представляется каждый год в новенну и проносится вокруг храма после торжественного богослужения в день памяти Святого Ремигия.
|                           |  |                                      |  |                                              |
| Центральный витраж алтаря |  | Алтарная часть с могилой Св. Ремигия |  | Крещение Ремигием короля Хлодвига (1896 год) |